# Психоаналитична групова терапия
Психоаналитичната групова терапия комбинира факторите за промяна вкоренени в груповата психотерапия с психоаналитичния фокус за промяна чрез инсайт в несъзнаваното. Терапевта интерпретира поведението на клиентите и съдържанието на дискусията, гледайки за модели, които разкриват вътрешнопсихичните конфликти или неадаптивни защити. Идеята е, че в разкриването на тези процеси на другите ще накара незабелязващите клиенти да намалят тревожността си (в психодинамичен смисъл), да освободят психичната си енергия, която е използвана, за да пази непостожими идеи в несъзнаваното и да позволи клиентите активно да се заемат с ново, продуктивно поведение. Груповият формат е полезен в това, че клиентите могат да извлекат съдържание един от друг във взаимодействията си, действие, което може да не се появи в индивидуалната психоаналитична терапия поради неща като пренос и контрапренос.